# Evitamiento (Metro de Huancayo)
Evitanmiento es la sexta estación actualmente en construcción del tramo urbano del Metro de Huancayo en Perú. La estación será construida en la provincia de Huancayo.
La estación es la sexta a nivel del tramo urbano, que se desarrolla en el interior de la ciudad de Huancayo.